# Blood Oath
Blood Oath är det amerikanska death metal-bandet Suffocations sjätte studioalbum. Albumet släpptes i juli 2009 av skivbolaget Nuclear Blast.

## Låtförteckning
1. "Blood Oath" – 3:56
2. "Dismal Dream" – 3:18
3. "Pray for Forgiveness" – 3:41
4. "Images of Purgatory" – 3:28
5. "Cataclysmic Purification" – 4:55
6. "Mental Hemorrhage" – 3:56
7. "Come Hell or High Priest" – 4:08
8. "Undeserving" – 4:11
9. "Provoking the Disturbed" – 5:20
10. "Marital Decimation" – 4:17

Bonusspår
1. "Pray for Forgiveness" (Rough Mix Un-Mastered) – 3:40
2. "Dismal Dream" (instrumental version) – 3:16

"Marital Decimation" är en nyinspelning av låten med samma namn från albumet Breeding the Spawn.

## Medverkande
Musiker (Suffocation-medlemmar)
- Frank Mullen − sång
- Terrance Hobbs – gitarr
- Guy Marchais – gitarr
- Derek Boyer – basgitarr
- Mike Smith − trummor

Produktion
- Joe Cincotta – producent, ljudtekniker
- Suffocation – producent
- Zack Ohren – ljudmix
- John Scrip – mastering
- Jon "zig" Furlough – omslagsdesign, omslagskonst